# PAPER
PAPER (Precision Array for Probing the Epoch of Reionization, точна решітка для вимірювання епохи реіонізації) — радіоінтерферометр, фінансований Національним науковим фондом США для виявлення флуктуацій у радіолінії водню 21 см, що виникли, коли перші галактики іонізували міжгалактичний газ приблизно через 500 мільйонів років після Великого вибуху. Складається з двох окремих решіток: одна разташована на майданчику Національної радіоастрономічної обсерваторія у Грін-Банку в США та використовується в основному для інженерних досліджень і польових випробувань, а інша розташована на майданчику SKA в національному парку Меркат у ПАР та використовується для наукових спостережень. Задачами PAPER є перше статистичне виявлення сигналу реіонізації на радіолінії 21 см та тестування технології для наступного більш досконалого інструмента HERA.

## Історія
PAPER розпочався як співпраця між Доном Бекером з Лабораторії радіоастрономії Каліфорнійського університету в Берклі та Річардом Бредлі з Національної радіоастрономічної обсерваторії. Після смерті Бекера в 2010 році керівником PAPER з боку Каліфорнійського університету в Берклі став Аарон Парсонс.

## PAPER в США
Робота PAPER на майданчику Національної радіоастрономічної обсерваторія біля Грін-Банку почалася в 2005 році з розгортання інтерферометра з 4 антенами з однією поляризацією. Після багатьох випробувань і вдосконалення конструкції PAPER, в квітні 2008 року на сусідньому полі розгорнули вісім антен. Пізніше телескоп був розширений до тридцятидвохелементної решітки.

## PAPER в ПАР
Південноафриканський масив спрямований на реалізацію головної наукової мети: виявлення реіонізації. Прилад розташований в Південно-Африканській республіці в національному парку Меркат поблизу невеликого містечка Карнарвон, на майданчику радіотелескопа SKA. У жовтні 2009 року тут було встановлено 16 антен, у квітні 2010 року решітка була розширена до 32 антен, а в травні 2010 року її було введено в експлуатацію та проведено перші спостереження. У липні 2011 року решітку було знову розширено до 64 елементів.

## PAPER як частина HERA
PAPER разом з австралійським радіотелескопом MWA є тестовими проєктами в межах програми HERA. Дорожня карта HERA для вивчення реіонізації була організована в три послідовні фази. Фаза I має на меті перше статистичне виявлення сигнал від реіонізації на радіолінії водню 21 см. HERA II передбачає застосування досвіду, набутого під час фази I, для визначення та створення більшої антенної решітки, здатної детально охарактеризувати статистичний сигнал і відобразити найяскравіші структури реіонізації. Останній етап HERA, фаза III, буде вирішувати задачі повного томографічного зображення за допомогою приладу розміром порядку SKA.

## Учасники проєкту
- Університет Каліфорнії в Берклі
- Національна радіоастрономічна обсерваторія
- Пенсільванський університет
- SKA